# Jonchery-sur-Suippe
Jonchery-sur-Suippe település Franciaországban, Marne megyében. Lakosainak száma 228 fő (2022. január 1.). Jonchery-sur-Suippe Cuperly, Mourmelon-le-Grand, Saint-Hilaire-le-Grand, Souain-Perthes-lès-Hurlus, Suippes és Vadenay községekkel határos.

## Népesség
A település népességének változása:
| Lakosok száma | 167  | 186  | 173  | 167  | 211  | 226  | 222  | 222  | 227  | 228  |
|               | 1968 | 1982 | 1990 | 2006 | 2013 | 2015 | 2017 | 2019 | 2020 | 2022 |